# Летни олимпийски игри 1956
Шестнадесетите летни олимпийски игри се провеждат в Мелбърн, Австралия от 22 ноември до 8 декември 1956 г. Състезанията по конен спорт се провеждат в Стокхолм, Швеция поради наложената карантина в Австралия. Така това стават единствените олимпийски игри, провели се на 2 континента. Другите градове, кандидатирали се за домакинство, са Мексико, Буенос Айрес, Монреал и още шест американски града.
В началото повечето членове на МОК не одобряват кандидатурата на Мелбърн поради географското положение на града. Игрите е трябвало да се проведат по време на австралийското лято, като в същото време в Европа и Северна Америка е зима. Опасенията на олимпийското движение са били, че атлетите от другите континенти трудно биха могли да се аклиматизират.
Появилите се финансови затруднения в Австралия принуждават президента на МОК да потърси заместващ град. Като такъв е определен Рим и до април 1955 все още не е сигурно дали ще има игри в Мелбърн. Въпреки че градът изостава със строежите, в началото на 1956 е установено, че Мелбърн е готов да приеме олимпиадата.
Поради суецката криза Египет, Ирак и Ливан отказват участие. По същото време Испания, Холандия и Швейцария обявяват, че няма да вземат участие поради намесата на СССР в унгарската революция. Две седмици преди откриването Китай също бойкотира игрите, тъй като на Тайван е позволено да участва като самостоятелна страна.

## Важни моменти
- Мелбърн печели домакинството само с 1 глас разлика от Буенос Айрес.

- Австралия тотално доминира в плуването.

- Полуфиналът на турнира по водна топка между Унгария и СССР става легендарен и се смята за най-прочутата среща в този спорт. Мачът става известен като „Мачът с кръв във водата“. Унгария побеждава с 4-0, а един от състезателите на Унгария е принуден да напусне басейна поради кръвта, която се стича от рана под лявото му око. По време на срещата той е ударен от противников играч.

- Атлетите от Западна и Източна Германия участват в обединен отбор.

- Американската атлетка Бети Кутберт печели прякора си – „златното момиче“, след като печели 3 златни медала.

- Австралиецът Мъри Роуз печели 3 златни медала в плуването.

- Съветският бегач Владимир Куц печели състезанията на 5000 и 10 000 метра гладко бягане.

- Вдъхновени от писмото на австралийския тийнейджър Джон Уинг организаторите позволяват на спортистите от всички страни да се движат заедно по време на церемонията по закриването. Идеята е всички спортисти да бъдат едно цяло, като един отбор.

- Унгарецът Ласло Пап печели втория си от общо три златни медала от турнира по бокс.

- САЩ доминира в леката атлетика.

- Игрите стават известни като „Приятелските игри“.

- Най-успешният спортист става унгарската гимнастичка Агнес Келети, която печели 4 златни и 2 сребърни медала.

- Актьорът и плувец Бъд Спенсър взима за втори път участие на олимпиада. По това време той все още не е известен.

- За първи път СССР печели най-голям брой медали.

## Медали
| Място | Държава        | Злато | Сребро | Бронз | Общо |
| 1     | СССР           | 37    | 29     | 32    | 98   |
| 2     | САЩ            | 32    | 25     | 1 7   | 74   |
| 3     | Австралия      | 13    | 8      | 14    | 35   |
| 4     | Унгария        | 9     | 10     | 7     | 26   |
| 5     | Италия         | 8     | 8      | 9     | 25   |
| 6     | Швеция         | 8     | 5      | 6     | 19   |
| 7     | Германия       | 6     | 13     | 7     | 26   |
| 8     | Великобритания | 6     | 7      | 11    | 24   |
| 9     | Румъния        | 5     | 3      | 3     | 13   |
| 10    | Япония         | 4     | 10     | 5     | 19   |
| 19    | България       | 1     | 3      | 1     | 5    |

## Българско участие
Борецът в свободната борба Никола Станчев става първият българин, който печели златен олимпийски медал.
Българите се окичват още и с три сребърни отличия – борците Юсеин Мехмедов, Димитър Добрев и Петко Сираков, и едно бронзово – олимпийският отбор на България по футбол.

### Злато
- Никола Станчев – борба свободен стил

### Сребро
- Димитър Добрев – класическа борба
- Петко Сираков – класическа борба
- Хюсеин Мехмедов – свободна борба

### Бронз
- Стефан Божков, Тодор Диев, Георги Димитров, Милчо Горанов, Иван Колев, Никола Ковачев, Манол Манолов, Димитър Миланов, Георги Найденов, Панайот Панайотов, Кирил Ракаров, Гаврил Стоянов, Крум Янев, и Йордан Йосифов – футбол

## Олимпийски спортове
| - Ветроходство - Плуване - Водна топка - Вдигане на тежести - Лека атлетика - Борба - Колоездене - Кану каяк - Футбол - Стрелба |  | - Модерен петобой - Спортна гимнастика - Гребане - Фехтовка - Водна топка - Баскетбол - Бокс - Конен спорт - Скокове във вода - Хокей |

### Демонстрационни спортове
- Австралийски футбол
- Бейзбол